# 2025
|  | Denne artikel beskriver en aktuel begivenhed Informationerne kan blive ændret hurtigt, som begivenheden skrider frem. |

| 2025                                            |
| ----------------------------------------------- |
| Dødsfald - Fødsler                              |
| • Begivenheder • Film • Musik • Politik • Sport |

| Gregoriansk kalender | 2025 MMXXV              |
| Ab urbe condita      | 2778                    |
| Armensk kalender     | 1474 ԹՎ ՌՆՀԴ            |
| Kinesiske kalender   | 4721 – 4722 甲辰 – 乙巳 |
| Etiopisk kalender    | 2017 – 2018             |
| Jødisk kalender      | 5785 – 5786             |
| Hindukalendere       |                         |
| - Vikram Samvat      | 2080 – 2081             |
| - Shaka Samvat       | 1947 – 1948             |
| - Kali Yuga          | 5126 – 5127             |
| Iransk kalender      | 1403 – 1404             |
| Islamisk kalender    | 1447 – 1448             |

2025 (MMXXV) begyndte på en onsdag. Påsken falder dette år den 20. april.
Regerende konge i Danmark: Frederik 10. 2024-
Se også 2025 (tal)

## Begivenheder

### Januar
- 1. januar - En folkemængde bliver påkørt på Bourbon Street i New Orleans.
- 7. januar - Los Angeles rammes af en række skovbrande.
- 7. januar - Tibet rammes af et jordskælv, der koster mindst 126 mennesker livet.
- 19. Januar - Våbenhvile mellem Israel og Hamas træder i kraft.
- 20. januar - Donald Trump blev indsat som USA's 47. præsident. Dette var blot anden gang i amerikansk historie at en præsident blev indsat på ny, efter at have forladt embedet én gang før.

### Februar
- 2. februar -Danmark vinder VM i håndbold for mænd for 4. gang i træk.
- 4. februar - Mindst 11 personer dør i forbindelse med et skoleskyderi i den svenske by Örebro.
- 12. februar - Konstantinos Tasoulas bliver valgt som præsident af Grækenland
- 13. februar -  30 mennesker kommer til skade, da de bliver påkørt under en demonstration.
- 23. februar - Forbundagsvalg i Tyskland. CDU/CSU får flest stemmer.
- 28. februar - Volodymyr Zelenskyj besøger USA.

### Marts
- 3. marts - USA pauser militær støtte til Ukraine.
- 9. marts - Den tidligere nationalbankdirektør Mark Carney afløser Justin Trudeau som premierminister i Canada.
- 11. marts - Der afholdes parlamentsvalg i Grønland. Demokraternes leder Jens-Frederik Nielsen bliver ny landsstyreformand.
- 20. marts - Den tidligere svømmer Kirsty Coventry vælges som første kvindelige og første afrikanske præsident for Den Internationale Olympiske Komité.
- 28. marts - Et jordskælv rammer Myanmar med en styrke på 8,2 på richterskalaen.

### April
- 2. april - USA's præsident Donald Trump lancerer høje toldsatser på næste alle lande samt en basis told på 10%.
- 4. april - Sydkoreas præsident Yoon Suk-yeol dømmes ved en rigsretssag for forsøg på statskup og fjernes fra embedet.
- 26. april - Pave Frans begraves i Vatikanet med deltagelse af delegationer fra 164 lande, herunder dronning Mary.

### Maj
- 6. maj - Friedrich Merz bliver ny forbundskansler i Tyskland efter valget i februar.
- 8. maj - Amerikaneren Robert Francis Prevost vælges som Pave Leo 14. Han er første amerikanske pave.
- 17. maj - JJ fra Østrig vinder det internationale Melodi Grand Prix med sangen Wasted Love.
- 18. maj - Nicușor Dan bliver Rumæniens nye præsident efter at have vundet anden valgrunde af præsidentvalget.
- 31. maj - Den danske 1000-kroneseddel blev ugyldig.

### Juni
- 1. juni - Ukraine gennemfører Operation Spiderweb, som er et storstilet angreb på flyinfrastruktur i Rusland.
- 3. juni - Lee Jae-myung vinder præsidentvalget i Sydkorea.
- 27. juni - En fredsaftale mellem DR Congo og Rwanda afslutter tre års væbnet konflikt mellem de to lande.

### Juli
- 1. juli - Danmark overtager EU formandskabet.
- 4.-7. juli - Mindst 145 mennesker omkommer i store oversvømmelser i Texas.
- 27. juli - Tadej Pogačar vinder Tour de France for fjerde gang. Jonas Vingegaard bliver nr. 2.
- 27. juli - England vinder EM i fodbold for kvinder for anden gang. Danmark ryger ud efter gruppespillet

## Fremtidige begivenheder

### August
- 12. august - 1. etape af PostNord Danmark Rundt 2025 er første gang cykelløbet Danmark Rundt besøger Bornholm.

### September
- 9. - 13. september - Europamesterskabet for unge håndværkere afholdes for første gang i Danmark.

## Politik
- 18. november - Kommunal- og regionsrådsvalg i Danmark.

## Dødsfald
- 2. januar – Jytte Abildstrøm, dansk skuespillerinde og teaterdirektør (født 1934).
- 15. januar – David Lynch, amerikansk filminstruktør (født 1946).
- 1. februar – Horst Köhler, tysk økonom, politiker og præsident (2004-2010) (født 1943).
- 26. marts – Kjeld Nørgaard, dansk skuespiller (født 1938).
- 13. april – Mario Vargas Llosa, peruansk forfatter (født 1936).
- 21. april – Pave Frans, overhoved for den romersk-katolske kirke (født 1936).
- 28. maj – Per Nørgård, dansk komponist (født 1932).
- 11. juni – Brian Wilson, amerikansk musiker og komponist (født 1942).
- 17. juli – Felix Baumgartner, østrigsk faldskærmsudspringer m.v. (født 1969).
- 22. juli – Ozzy Osbourne, britisk sanger og sangskriver (født 1948).
- 10. august – Peter Lund Madsen, dansk læge, forfatter, tv-vært mm. (født 1960).